# Warriors of the World
Warriors of the World, prodotto nel 2002, è il nono album della band statunitense Manowar.

## Tracce
1. Call to Arms – 5:23
2. Fight for Freedom – 4:19
3. Nessun Dorma – 3:23
4. Valhalla – 0:32
5. Swords in the Wind – 5:08
6. An American Trilogy – 4:12 (Mickey Newbury)
7. The March – 3:52
8. Warriors of the World United – 5:56
9. Hand of Doom – 5:38
10. House of Death – 4:16
11. Fight Until We Die – 3:58

## Formazione
- Eric Adams - voce
- Karl Logan - chitarra, tastiere
- Joey DeMaio - basso, tastiere
- Scott Columbus - batteria